# Czaplino (jezioro)
Czaplino – jezioro na Pojezierzu Drawskim, położone w województwie zachodniopomorskim, w powiecie drawskim, w granicach miasta Czaplinek.

## Charakterystyka
Czaplino jest połączone z jeziorem Drawsko poprzez mały ciek wodny, wypływający przy północno-zachodniej części jeziora.
Teren jeziora został objęty obszarem specjalnej ochrony ptaków „Ostoja Drawska”.
Na wodach Czaplina obowiązuje zakaz używania jednostek pływających wyposażonych w silniki spalinowe powyżej 5 kW (6,67 KM).

## Hydronimia
Nazwę Czaplino wprowadzono urzędowo w 1950 roku, zastępując poprzednią niemiecką nazwę Zepplin-See.

## Morfometria
Powierzchnia zwierciadła wody według różnych źródeł wynosi od 106,0 ha do 108,3 ha (według danych z 1991 roku).
Zwierciadło wody położone jest na wysokości 132,9 m n.p.m. lub 133,0 m n.p.m. Średnia głębokość jeziora wynosi 12,3 m, natomiast głębokość maksymalna 22,9 m.
W 1996 roku dokonano badań czystości wody Czaplina, gdzie oceniono stan wód na III klasy. Stwierdzono także II kategorię podatności na degradację.